# Mahafalytenus tsilo
Mahafalytenus tsilo là một loài nhện trong họ Ctenidae.
Loài này thuộc chi Mahafalytenus. Mahafalytenus tsilo được miêu tả năm 2007 bởi Silva.